# Plectrone romeoi
Plectrone romeoi är en skalbaggsart som beskrevs av Arnaud 1987. Plectrone romeoi ingår i släktet Plectrone och familjen Cetoniidae. Inga underarter finns listade i Catalogue of Life.